# Mike Jones (motorcoureur)

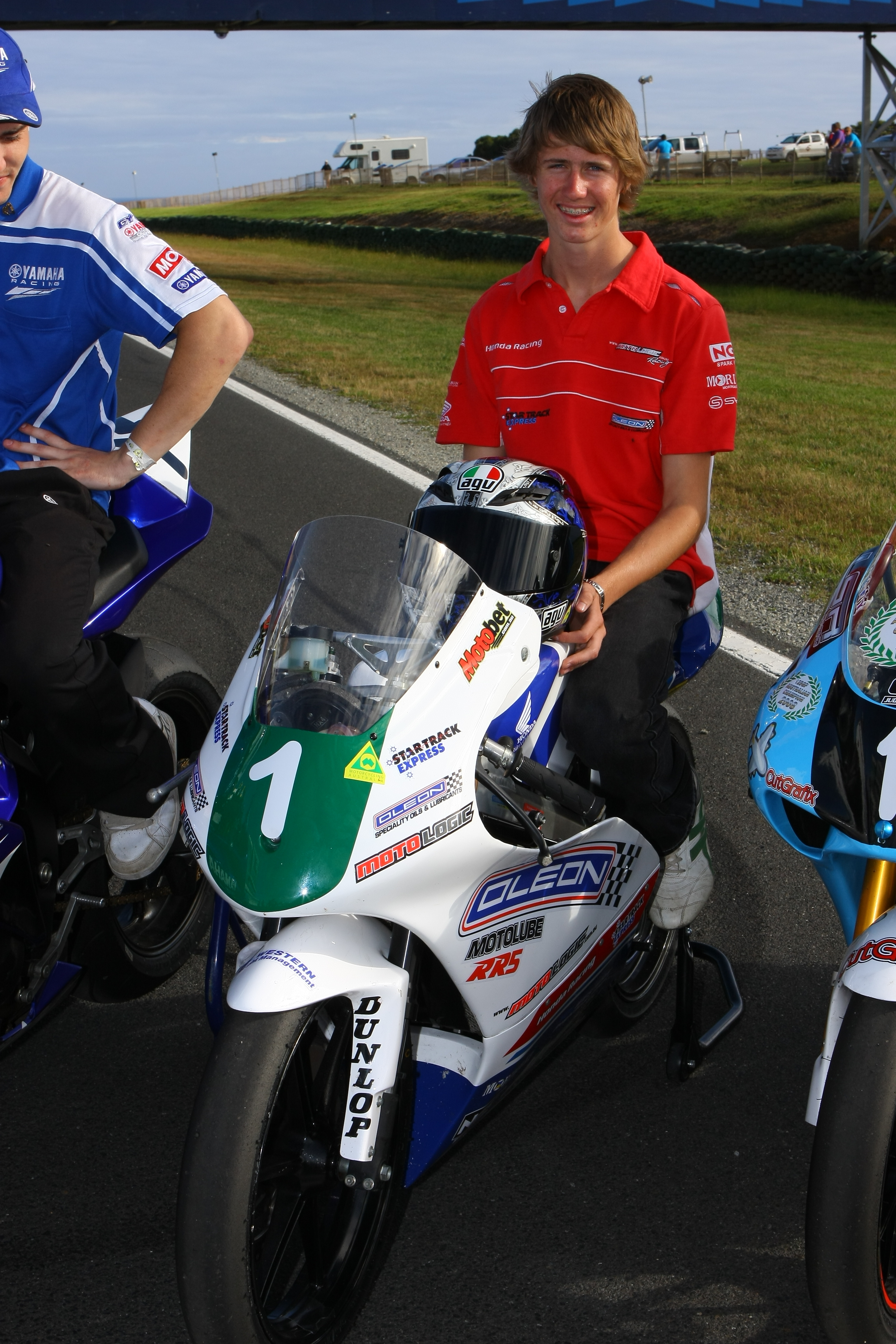
Mike Jones in 2009

Mike Jones (Brisbane, 25 februari 1994) is een Australisch motorcoureur.

## Carrière
Jones begon zijn motorsportcarrière in 2005 in de Minimoto-klasse. In 2006 werd hij in deze klasse nationaal kampioen in zowel het Pro Watercooled- als het Elite Watercooled-kampioenschap. In 2008 was hij kampioen in vijf klassen - de Youngstars Series, de Southern Downs Challenege, het regionale kampioenschap van Queensland, de MRRDA National Series en de Festival of Champions National Series. In 2009 won hij de 250cc-klasse van het Australisch kampioenschap superbike. In 2011 werd hij kampioen in het Australisch kampioenschap Superstock 600.
Nadat hij in 2012 kampioen werd in de Australische FX-Nationals, stapte Jones in 2013 over naar Europa om deel te nemen aan het Europees kampioenschap Superstock 600 op een Honda. Na zes van de negen raceweekenden, met een tiende plaats op het Autódromo Internacional do Algarve als beste resultaat en acht gescoorde punten, keerde hij terug naar Australië vanwege problemen met zijn team. Terug in Australië werd hij in 2014 derde in de FX-Superbike en het kampioenschap van Phillip Island. In 2015 beleefde hij zijn grootste triomf door het Australisch kampioenschap superbike te winnen.
In 2016 maakte Jones zijn debuut in het wereldkampioenschap superbike met een wildcard tijdens het eerste raceweekend in zijn thuisrace op het Phillip Island Grand Prix Circuit op een Ducati. In de eerste race werd hij veertiende en behaalde hij twee punten, maar in de tweede race kon hij de finish niet bereiken. Later dat jaar maakte hij ook zijn debuut in de MotoGP-klasse van het wereldkampioenschap wegrace op een Ducati als vervanger van Héctor Barberá bij het team Avintia Racing, die op zijn beurt de geblesseerde Andrea Iannone verving bij het fabrieksteam van Ducati. Jones eindigde deze race op de achttiende plaats.